# Sadki Małe
Sadki Małe (ukr. Малі Садки, Mali Sadky) – wieś na Ukrainie  w obwodzie tarnopolskim, w rejonie krzemienieckim.
.